# Tylophora umbellata
Tylophora umbellata är en oleanderväxtart som beskrevs av Rudolf Schlechter. Tylophora umbellata ingår i släktet Tylophora och familjen oleanderväxter. Inga underarter finns listade i Catalogue of Life.